# 塞巴斯蒂安·施密特
塞巴斯蒂安·施密特（德語：Sebastian Schmidt，1985年1月6日—），德国男子赛艇运动员。他曾代表德国参加世界赛艇锦标赛，获得二枚金牌和一枚银牌。他也参加了2008年和2012年夏季奥运会。